# Auri
Auri je finsko-britská hudební skupina založená skladatelem a hudebníkem Tuomasem Holopainenem. Kromě něj v sestavě figurují zpěvačka a jeho manželka Johanna Kurkela a multiinstrumentalista Troy Donockley. Holopainen kapelu pojmenoval dle hlavní postavy z knihy Hudba ticha od spisovatele Patricka Rothfusse. Skupina má podepsanou smlouvu s vydavatelstvím Nuclear Blast a v březnu roku 2018 vydala eponymní debutové album. To nahrála ve studiu Real World v Anglii se zvukovým technikem Timem Oliverem. Donockley a Kurkela průběžně pracují na materiálu pro druhé album, jeho vydání je ale plánováno až na rok 2020/2021.

## Sestava
- Johanna Kurkela – zpěv
- Tuomas Holopainen – klávesy, doprovodný zpěv
- Troy Donockley – kytary, buzuki, irské dudy, irská píšťala, aerofon, bodhrán, klávesy

## Diskografie
- Auri (2018)
- Auri II – Those We Don't Speak Of (2021)